# Selección femenina de hockey sobre patines del Reino Unido
La selección femenina de hockey sobre patines del Reino Unido es el equipo nacional de Reino Unido. El equipo terminó sexto en el Campeonato mundial de hockey sobre patines femenino de 2011. El equipo compitió en el Campeonato mundial de hockey sobre patines femenino de 2013.